# Az óra (Loewe)
Az óra című dalt Carl Loewe(de) komponálta Johann Gabriel Seidl(de) versére. A vers párhuzamot von az óra ketyegése és az emberi szív dobogása között.

## Kotta és dallam
| Bármerre járom útam, velem egy óra van. Jó hallom e pontos órán a gyors idő rohan. E műnek alkotója nagy mester az, nagy művész. Hogy értené a titkát a balgatag emberi ész? A lüktetés lenne gyorsabb, ó néha úgy hajtanám! Csak csendesen! intem máskor... az óra nem hallgat rám. És mindegy, bánat vagy mámor, mi lelkem dúlja fel, és bárhová hajt az élet, csak titkosan ver, csak ver. Volt úgy, hogy jó apám elhúnyt, vagy barátom sírba szállt, majd szívem hajnala pirkadt, a párom nászra várt. Most gyermekem bölcseje ring már, tik- tak, csak ver tovább, s fog verni még sok- sok évig, ha isten élni hagy. S bár lankadott néha néha, és szinte már majd hogy megállt: a mester ujja mozdult, s az óramű újra járt. Ha elszakad majd a húrja, ó akkor vége már. Nem húzza fel más csak a mester az órát, hogyha lejár. Én elmegyek akkor Hozzá, ki fönt az égbe lakik. A távol végetlen űrbe, ott, hol a napfény vakít. És átadom néki órám azt súgva gyermetegen: „Uram, én nem nyúltam hozzá. Megállott csendesen.” | Ich trage, wo ich gehe, stets eine Uhr bei mir; Wieviel es geschlagen habe, genau seh ich an ihr. Es ist ein großer Meister, der künstlich ihr Werk gefügt, Wenngleich ihr Gang nicht immer dem törichten Wunsche genügt. Ich wollte, sie wäre rascher gegangen an manchem Tag; Ich wollte, sie hätte manchmal verzögert den raschen Schlag. In meinen Leiden und Freuden, in Sturm und in der Ruh, Was immer geschah im Leben, sie pochte den Takt dazu. Sie schlug am Sarge des Vaters, sie schlug an des Freundes Bahr, Sie schlug am Morgen der Liebe, sie schlug am Traualtar. Sie schlug an der Wiege des Kindes, sie schlägt, will's Gott, noch oft, Wenn bessere Tage kommen, wie meine Seele es hofft. Und ward sie auch einmal träger, und drohte zu stocken ihr Lauf, So zog der Meister immer großmütig sie wieder auf. Doch stände sie einmal stille, dann wär's um sie geschehn, Kein andrer, als der sie fügte, bringt die Zerstörte zum Gehn. Dann müßt ich zum Meister wandern, der wohnt am Ende wohl weit, Wohl draußen, jenseits der Erde, wohl dort in der Ewigkeit! Dann gäb ich sie ihm zurücke mit dankbar kindlichem Flehn: Sieh, Herr, ich hab nichts verdorben, sie blieb von selber stehn. |

## Felvételek
- Carl Loewe(de)–Johann Gabriel Seidl(de):  Die Uhr. Hermann Prey(de) ének, Karl Engel(de) zongora  YouTube (2012. június 9.)  (Hozzáférés: 2017. május 23.) (audió, német szöveg)
- Carl Loewe(de)–Johann Gabriel Seidl(de):  Die Uhr. Kurt Moll(en) ének, Symphonieorchester des Bayerischen Rundfunks(de), vezényel Georg Schmöhe(de)  YouTube. München (1986)  (Hozzáférés: 2017. május 23.) (audió, képek)
- Carl Loewe(de)–Johann Gabriel Seidl(de):  Die Uhr. Scarlet Defoe  YouTube (2016. november 13.)  (Hozzáférés: 2017. május 23.) (videó)
- Carl Loewe(de)–Johann Gabriel Seidl(de):  Az óra (Die Uhr). MOM Bartók Béla Vegyeskar, Vezényel: Zongor Árpád  YouTube (2012. november 2.)  (Hozzáférés: 2017. május 23.) (videó)